# Крістіан Готфрід Кернер
Крістіан Готфрід Кернер (нім. Christian Gottfried Körner; 2 липня 1756, Лейпциг — 13 травня 1831, Берлін) — німецький письменник і правник.
Кернер був першим видавцем повного зібрання творів свого друга Фрідріха Шиллера та поетичної спадщини свого сина Теодора Кернера. Дружбі з Кернером присвячена «Ода до радості», що увійшла до 9-ї симфонії Людвіга ван Бетховена, яка нині є гімном Європейського союзу.

## Твори
- Ueber die Freiheit des Dichters bei der Wahl seines Stoffs, 1789 (Text in Schillers Thalia 2. Band Heft 6)
- Raphael an Julius, 1789 (Text in Schillers Thalia 2. Band Heft 7)
- Über Charakterdarstellung in der Musik. In 'Die Horen', 1795, 5. Stück
- Schillers Briefwechsel mit Körner.
- Ästhetische Ansichten, Leipzig 1808
- Versuche über Gegenstände der innern Staatsverwaltung, Dresden 1812
- Deutschlands Hoffnungen, Leipzig 1813
- Rede: Ideen über Freimaurerei. (зберігається в Державній бібліотеці в Берліні)
- Як видавець зібрання творів Шиллера Кернер написав біографічний шкіц до цього видання, а разом з Кароліною фон Вольфцоген опублікував біографія Шиллера.